# Kniezsa Veronika
Kniezsa Veronika (Budapest, 1937. március 13. –) magyar nyelvész. Az Eötvös Loránd Tudományegyetem Bölcsészettudományi Kar Angol–Amerikai Intézet egykori oktatója és tanszékvezetője.

## Családja
Kniezsa Veronika szlovák nemzetiségű családból származik. Édesapja Kniezsa István, nyelvész. Nagyapja Kniezsa Péter, édesanyja Stefanidesz Cecília.

## Tanulmányai és oktatói karrier
1955-ben érettségizett a budapesti Szilágyi Erzsébet Gimnáziumban.
Kutatási területe: a skóciai angol helyesírás története, az angol jövevényszavak a magyarban, és a skandináv elemek középkori észak-angliai utcanevekben.
1992 és 1994 között az ELTE BTK Angol Nyelv- és Irodalom Tanszék vezetője.
2002-ben Pro Universitate emlékérmet kapott az Eötvös Loránd Tudományegyetemen.

## Publikációi
- Kniezsa, V. (1992). History of the English Language. ELTE BTK.[9]
- Kniezsa, V. (1993). Early Scots: its origin and development. Verhandlungen des Internationalen Dialektologenkongresses 2 p. 132–140.
- Kniezsa, V. (1994). The Scandinavian elements in the vocabulary of the Peterborough Chronicle. English Historical Linguistics, 235–245.[10]
- Kniezsa, V. (1997). The origins of Scots orthography. The Edinburgh History of the Scots Language, 24–46. [11]